# Marco Ureña
Marcos Danilo Ureña Porras (* 5. März 1990 in San José) ist ein costa-ricanischer Fußballspieler.

## Spielerkarriere
Im Februar 2007 debütierte er für die erste Mannschaft von LD Alajuelense in der Primera División de Costa Rica. Bis Ende 2010 absolvierte er 89 Spiele und erzielte dabei zehn Tore.
Am 8. Februar 2011 wechselte er zum russischen Verein Kuban Krasnodar. Ureña erhielt einen Vier-Jahres-Vertrag.
2014 wechselte er in die dänische Superliga. Dort spielte er zwei Jahre für den FC Midtjylland und seit 2016 für Brøndby IF.

## Nationalmannschaft
Marco Ureña spielte für Jugendauswahlen U-17, U-20 und U-23 von Costa Rica. Er nahm 2007 an der U-17-Fußball-Weltmeisterschaft teil. Mit der U-20 Auswahl erreichte er bei der Junioren-Fußballweltmeisterschaft 2009 in Ägypten den vierten Platz.
2010 wurde er in die Nationalmannschaft Costa Ricas berufen. Bei seinem ersten großen Turnier, dem Central American Cup 2011, erzielte er insgesamt 3 Tore und wurde zusammen mit Rafael Burgos aus El Salvador zum Torschützenkönig ernannt.